# Andriej Gejm
Andriej Konstantinowicz Giejm, Andre Geim (ros. Андрей Константинович Гейм; ur. 21 października 1958 w Soczi) – fizyk brytyjsko-holenderski pochodzenia niemiecko-rosyjskiego, laureat Nagrody Nobla (2010), jeden z odkrywców grafenu. Innymi jego osiągnięciami było wynalezienie materiału nazwanego „gecko tape” oraz eksperyment z lewitacją diamagnetyczną (latająca żaba), za który w 2000 roku otrzymał Nagrodę Ig Nobla.

## Życiorys
Od roku 1976 do 1982 A. Giejm studiował w Moskiewskim Instytucie Fizyczno-Technicznym na kierunku ogólnej fizyki stosowanej, tam w 1982 uzyskał tytuł magistra.
W Instytucie Fizyki Ciała Stałego AN ZSRR w Czernogołowce w 1987 uzyskał stopień kandydata nauk matematyczno-fizycznych (odpowiednik stopnia naukowego doktora w Polsce). Pracował naukowo w instytucie naukowym w Czernogołowce, University of Nottingham, University of Bath oraz krótki czas w Kopenhadze, zanim został profesorem na Uniwersytecie im. Radbouda w Nijmegen (Holandia), a w 2001 roku na Uniwersytecie w Manchesterze, w tych uczelniach zajmował się fizyką mezoskopową.
W 2007 roku został przyjęty do Royal Society.
Obecnie jest kierownikiem centrum materiałów innowacyjnych i nanotechnologii w University of Manchester oraz kierownikiem działu fizyki materii skondensowanej.
W roku 2010 razem ze swoim doktorantem, Konstantinem Nowosiołowem otrzymał Nagrodę Nobla za odkrycie grafenu na University of Manchester, Wielka Brytania.
Królowa Elżbieta II nadała mu tytuł Knight Bachelor, królowa Beatrycze nadała mu Order Lwa Niderlandzkiego II klasy.

## Inne badania
W 2001 roku opublikował pracę na temat użycia lewitujących żyroskopów w celu wykrycia rotacji ziemi. Chomik o nazwie H. A. M. S. Ter Tisha figuruje tam jako współautor, ale naprawdę nie miał nic z pracą wspólnego. Noblista chciał mu tym wynagrodzić nieudane próby z jego lewitacją. 'H. A. M. S. Ter’ pochodzi od „hamster”, czyli określenia chomika w języku angielskim.